# 亚历山大·伊万诺维奇·克利缅科
亚历山大·伊万诺维奇·克利缅科（烏克蘭語：Олександр Іванович Клименко；1956年4月14日—）是乌克兰政治人物和企业家。2013年至2021年间，他担任乌克兰人民党领导人。